# مطار فيليكس أوفوي بوانيي الدولي
مطار أبيدجان فيليكس هوفويت بواني (إياتا: ABJ، إيكاو: DIAP)، هو مطار دولي، يقع بمدينة أبيدجان عاصمة ساحل العاج، ويعتبر أكبر مطار بساحل العاج من حيث حركة النقل الجوي.

## تحديث المطار
في الأول من مارس عام 2014، تم اطلاق مشروع تهيئة محطة الشحن بالمطار، هذا المشروع والذي من شأنه رفع نسبة الشحن الجوي بالإضافة إلى تركيب معدات امنية جديدة ومتطورة.

## شركات الطيران
| شركـات طيـران           | الوجهات |
| ----------------------- | --- |
| أفريكا وورلد            | مطار كوتوكا الدولي |
| الخطوط الجوية الجزائرية | مطار هواري بومدين الدولي، مطار باماكو موديبو كيتا الدولي |
| بوركينا للطيران         | Bobo-Dioulasso، مطار واغادوغو |
| إير كوت ديفوار          | مطار نامدي أزيكيوي الدولي، مطار كوتوكا الدولي، مطار باماكو موديبو كيتا الدولي، مطار أوزفالدو فييرا الدولي، مطار بواكي، مطار مايا مايا، مطار محمد الخامس الدولي، مطار أحمد سيكو توري الدولي، مطار كوتونو، مطار بليز دياغني الدولي، مطار دوالا الدولي، مطار أوليفر ريجنالد تامبو، مطار ندجيلي، Korhogo، مطار مورتالا محمد الدولي، مطار ليون مبا الدولي، مطار لومي، Man، مطار روبرتس، مطار انجمينا الدولي، مطار ديوري حماني، Odienné، مطار واغادوغو، مطار بوانت نوار، San Pédro، مطار ياوندي |
| الخطوط الجوية الفرنسية  | مطار باريس شارل ديغول |
| الخطوط الجوية السنغالية | مطار بليز دياغني الدولي |
| أسكاي                   | مطار أحمد سيكو توري الدولي، مطار لومي |
| خطوط بروكسل الجوية      | مطار كوتوكا الدولي، مطار بروكسل الدولي، مطار كوتونو، مطار واغادوغو |
| سيبا إنتركونتيننتال     | مطار مالابو |
| Corsair International   | مطار باريس أورلي |
| طيران الإمارات          | مطار كوتوكا الدولي، مطار دبي الدولي |
| الخطوط الجوية الإثيوبية | مطار أديس أبابا بولي الدولي، مطار جون إف كينيدي الدولي |
| طيران ناس               | Seasonal: مطار الأمير محمد بن عبد العزيز الدولي |
| الخطوط الجوية الكينية   | مطار بليز دياغني الدولي، مطار جومو كينياتا الدولي |
| الموريتانية للطيران     | مطار باماكو موديبو كيتا الدولي، مطار أحمد سيكو توري الدولي، مطار بليز دياغني الدولي، مطار نواكشوط الدولي |
| طيران الشرق الأوسط      | مطار بيروت رفيق الحريري الدولي، مطار مورتالا محمد الدولي |
| الخطوط الجوية القطرية   | مطار كوتوكا الدولي، مطار حمد الدولي |
| الخطوط الملكية المغربية | مطار محمد الخامس الدولي |
| الخطوط الجوية الرواندية | مطار كيغالي الدولي |
| ترانس إير الكونغو       | مطار بوانت نوار |
| الخطوط التونسية         | مطار كوتونو، مطار ديوري حماني، مطار واغادوغو، مطار تونس قرطاج الدولي |
| الخطوط الجوية التركية   | مطار كوتونو، مطار إسطنبول الدولي |